# Список умерших в 1794 году
В этой статье представлен список известных людей, умерших в 1794 году.
См. также: Категория:Умершие в 1794 году

## Январь
- 4 января — Николя Люкнер, французский военачальник, маршал Франции.
- 22 января — Антон I, князь Эстерхази,  принц Венгрии, член богатой семьи Эстерхази. Известен своим покровительством композитору Йозефу Гайдну.

## Март
- 5 марта — Клас Альстрёмер, шведский натуралист, ботаник.
- 5 марта — Рамон де ла Крус, испанский драматург.

## Апрель
- 13 апреля — Шейх Мансур, суфийский проповедник, имам.

## Май
- 8 мая — Антуан Лоран Лавуазье, французский учёный, основатель современной химии (род. 1743)

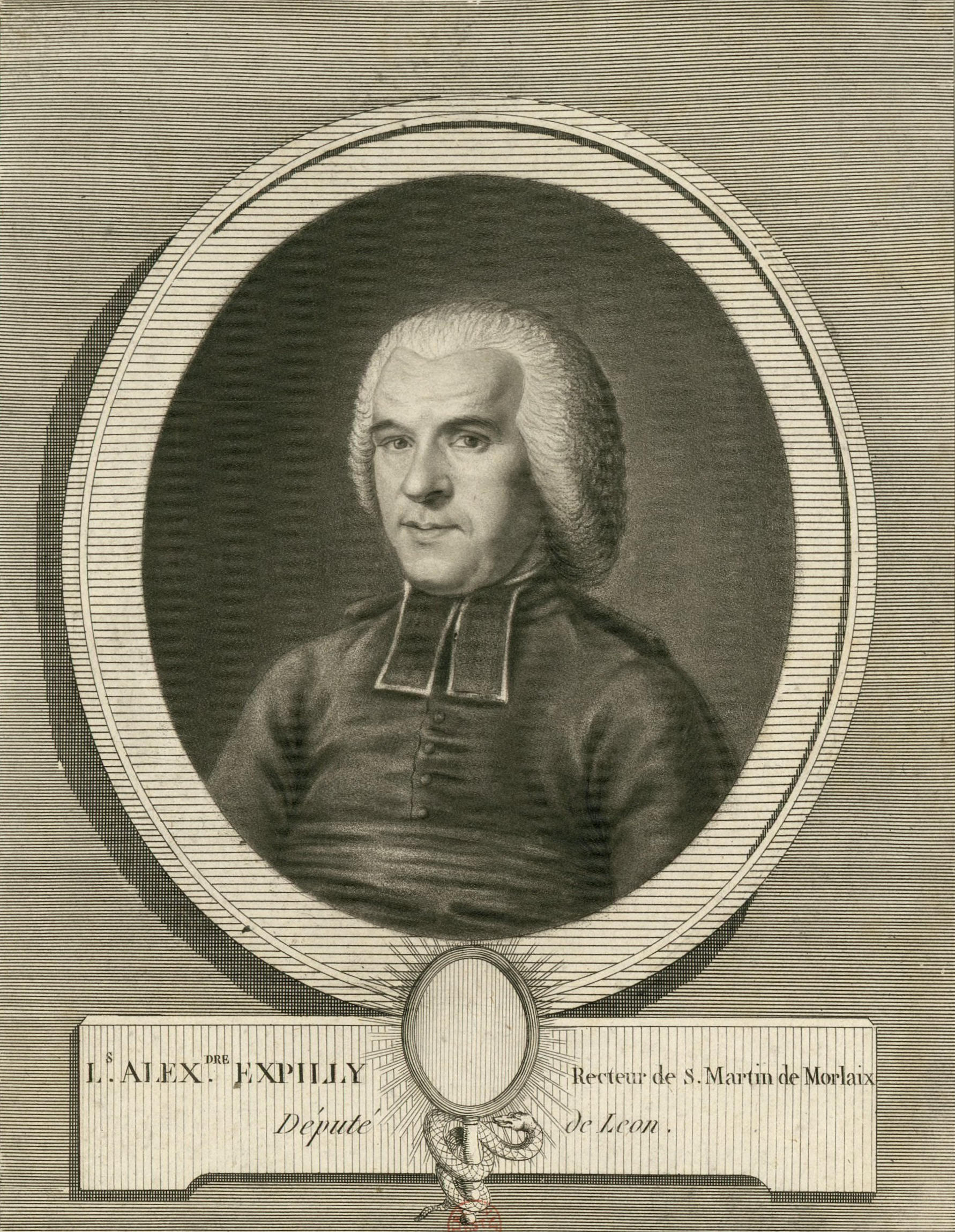
Луи-Александр Экспийи де ла Пуап

- 22 мая — Луи-Александр Экспийи де ла Пуап (фр. Louis-Alexandre Expilly de La Poipe), первый французский священник, избранный в Генеральные штаты 1789 года (род. 1743).

## Июнь
- 27 июня — Венцель Антон Кауниц (83), австрийский государственный деятель.

## Ноябрь
- 9 ноября — Григорий Сковорода (71) — русский и украинский странствующий философ, поэт, баснописец и педагог.